# 大西覚養
大西 覚用（おおにし かくよう、? - 天正6年（1578年））は、戦国時代の阿波国の国人領主。出雲守と称す。覚養、角用、角養とする資料もあるが一次史料からは確認できない。俗名は輝武。父は大西元高、子は大西頼武。

## 生涯
大西氏は鎌倉時代に荘官として京都より派遣されていた近藤氏が土着・改姓したもの。承久の乱で功のあった小笠原長清の子小笠原長経が、守護代として阿波池田に赴任してきた際小笠原氏に属した。南北朝時代には大西氏と小笠原氏は南朝方として戦っていたが、南朝方が不利になると小笠原氏は細川氏と和議を結びこの地を離れ三好と改姓する。ここに大西氏は小笠原氏より独立、戦国時代には阿波西部の最大勢力となっていた。
大西覚用は三好長慶の妹を娶り、三好家と密接な関係を築きあげ、白地城を拠点に阿波・讃岐・伊予の辺境地帯を支配した。阿波国における三好氏の勢力が後退し、土佐の長宗我部氏が台頭すると、四国の中央に位置する白地城は四国統一を目指す長宗我部元親の攻勢にあう。城主の覚用は、一族の大西頼包を人質として一旦は和議を結んだ。しかし、三好氏が織田氏に援軍を頼み長宗我部氏に対し対決姿勢を鮮明にすると、覚用は三好笑岩の求めに応じ、和議の条件を破り戦闘準備に取り掛かった。それを知った元親は、まずは阿波の三好軍を破り、続いて天正5年（1577年）白地城の支城・田尾城をわずか2日で攻め落とすと、覚用は讃岐国麻城へ逃げ延びた。天正6年（1578年）には麻城も落城し、覚用は元親に厚遇されていた頼包の勧めに応じて降伏した。阿波に戻った覚用は、三好方に服属している重清城城主で娘婿の重清長政を頼り、長宗我部への降伏を勧めるも拒否されたのでこれを謀殺した。覚用は元親より重清城の守備を任せられるが、程なくして三好方の十河存保の反撃を受けて敗死した。